# Gisele Marvin
Gisele Marvin, född den 7 mars 1987 i Warroad i USA, är en amerikansk ishockeyspelare.
Hon tog OS-guld i damernas ishockeyturnering i samband med de olympiska ishockeytävlingarna 2010 i Vancouver.